# Người lạ đến từ địa ngục
Người lạ đến từ địa ngục (tiếng Hàn: 타인은 지옥이다; Romaja: Taineun Jiogida) là một bộ phim truyền hình Hàn Quốc với sự tham gia của Im Si-wan và Lee Dong-wook. Dựa trên webtoon cùng tên trên Naver được sáng tác bởi Kim Yong-ki, bộ phim là series thứ hai thuộc dự án "Dramatic Cinema" của kênh truyền hình OCN. Bộ phim được phát sóng từ ngày 31 tháng 8 đến 6 tháng 10 năm 2019.
Tựa đề của phim là phiên bản sửa đổi dựa trên trích dẫn đã được truyền đạt sai của tiểu thuyết gia người Pháp Jean-Paul Sartre.

## Tóm tắt
Phim là một câu chuyện của Yoon Jong-woo (Im Si-wan), một thanh niên trong độ tuổi 20s, chuyển đến Seoul sau khi được nhận làm thực tập viên cho một công ty nhỏ. Jong-woo quyết định sống trong một khu trọ sinh viên nghèo nàn để tiết kiệm chi phí trang trải. Jong-woo dần phát hiện ra những bạn trọ có gì đó rất kỳ lạ và đáng ngờ.

## Diễn viên

### Vai chính
- Im Si-wan vai Yoon Jong-woo, một nhà văn chuyển đến phòng 303 ở nhà trọ Eden.[11][12]
- Lee Dong-wook vai Seo Moon-jo, một nha sĩ làm việc gần nhà trọ Eden.[13][14]

### Vai phụ

#### Công ty của Yoon Jong-woo
- Cha Rae-hyung [ko] vai Shin Jae-ho, giám đốc của công ty, trước đây là tiền bối thời đại học.[15]
- Kim Han-jong vai Park Byeong-min, trưởng phòng.[16]
- Oh Hye-won [ko] vai Son Yoo-jeong, nhân viên nữ duy nhất ở công ty.[17]
- Park Ji-han vai Go Sang-man, trưởng bộ phận của công ty.[18]

#### Những người ở nhà trọ Eden
- Lee Jung-eun vai Eom Bok-soon, chủ nhà trọ Eden.[19]
- Lee Hyun-wook [ko] vai Yoo Gi-hyeok, người sống ở phòng 302.[19]
- Park Jong-hwan vai Byeon Deuk-jong / Byeon Deuk-soo, cặp sinh đôi sống ở hai phòng 306 và 307.[20]
- Lee Joong-ok vai Hong Nam-bok, người sống ở phòng 313.[19]
- Hyun Bong-sik vai Ahn Hee-joong, người trước đây sống ở phòng 310.[21]
- Lee Dong-wook vai Seo Moon-jo, người làm nha sĩ.

#### Các nhân vật khác
- Ahn Eun-jin vai So Jung-hwa, một tuần cảnh nhiệt huyết.[22]
- Yoon Sung-won [ko] vai trưởng phòng điều tra.
- Kim Ji-eun vai Min Ji-eun, một nhân viên văn phòng và là bạn gái của Jong-woo.[23]
- Song Wook-kyung [ko] vai Cha Sung-ryeol, thám tử.[24]
- Lee Suk [ko] vai Joo Yoo-cheol, nhà báo.[25]
- Ha Seon-haeng vai So Jae-heon, cựu cảnh sát và là bố của Jung-hwa.
- Son Young-soon [ko] vai bà  của So Jung-hwa.
- Noh Jong-hyun vai Kang Seok-yoon, người chuyển đến phòng 310 sau này.[26]
- Song Yoo-hyun [ko] vai Han Go-eun, cấp trên của Ji-eun.[27]

### Khách mời
- Park Seung-tae [ko] vai người bán hoa.
- Nam Jung-hee [ko] vai nạn nhân bị sát hại.
- Kim Yannie vai vợ của Kumail.

## Sản xuất
Kịch bản phim được viết bởi Jung Yi-do (Lời cầu cứu, Vật chứng) và được chỉ đạo diễn xuất bởi Lee Chang-hee (Xác chết trở về).
Buổi đọc kịch bản đầu tiên được tổ chức vào tháng 4 năm 2019 tại Sangam-dong, Seoul, Hàn Quốc.

## Nhạc phim

### Phần 1
| Phát hành vào 31 tháng 8 năm 2019 | Phát hành vào 31 tháng 8 năm 2019 | Phát hành vào 31 tháng 8 năm 2019 | Phát hành vào 31 tháng 8 năm 2019 | Phát hành vào 31 tháng 8 năm 2019 | Phát hành vào 31 tháng 8 năm 2019 |
| STT                               | Nhan đề                           | Phổ lời                           | Phổ nhạc                          | Nghệ sĩ                           | Thời lượng                        |
| --------------------------------- | --------------------------------- | --------------------------------- | --------------------------------- | --------------------------------- | --------------------------------- |
| 1.                                | "Strangers" (타인은 지옥이다)     | Kim Ho-kyung                      | 1601                              | The Rose                          | 3:28                              |
| 2.                                | "Strangers" (Inst.)               |                                   | 1601                              |                                   | 3:28                              |
| Tổng thời lượng:                  | Tổng thời lượng:                  | Tổng thời lượng:                  | Tổng thời lượng:                  | Tổng thời lượng:                  | 6:56                              |

### Phần 2
| Phát hành vào 7 tháng 9 năm 2019 | Phát hành vào 7 tháng 9 năm 2019 | Phát hành vào 7 tháng 9 năm 2019 | Phát hành vào 7 tháng 9 năm 2019 | Phát hành vào 7 tháng 9 năm 2019 | Phát hành vào 7 tháng 9 năm 2019 |
| STT                              | Nhan đề                          | Phổ lời                          | Phổ nhạc                         | Nghệ sĩ                          | Thời lượng                       |
| -------------------------------- | -------------------------------- | -------------------------------- | -------------------------------- | -------------------------------- | -------------------------------- |
| 1.                               | "Room No. 303"                   | Taibian                          | Taibian Baaq                     | The Vane                         | 3:27                             |
| 2.                               | "Room No. 303" (Inst.)           |                                  | Taibian Baaq                     |                                  | 3:27                             |
| Tổng thời lượng:                 | Tổng thời lượng:                 | Tổng thời lượng:                 | Tổng thời lượng:                 | Tổng thời lượng:                 | 6:54                             |

### Phần 3
| Phát hành vào 21 tháng 9 năm 2019 | Phát hành vào 21 tháng 9 năm 2019 | Phát hành vào 21 tháng 9 năm 2019 | Phát hành vào 21 tháng 9 năm 2019 | Phát hành vào 21 tháng 9 năm 2019 | Phát hành vào 21 tháng 9 năm 2019 |
| STT                               | Nhan đề                           | Phổ lời                           | Phổ nhạc                          | Nghệ sĩ                           | Thời lượng                        |
| --------------------------------- | --------------------------------- | --------------------------------- | --------------------------------- | --------------------------------- | --------------------------------- |
| 1.                                | "Blow Off"                        | Yoari                             | Space One Yoari                   | Yoari                             | 3:27                              |
| 2.                                | "Blow Off" (Inst.)                |                                   | Space One Yoari                   |                                   | 3:27                              |
| Tổng thời lượng:                  | Tổng thời lượng:                  | Tổng thời lượng:                  | Tổng thời lượng:                  | Tổng thời lượng:                  | 6:54                              |

### Phần 4
| Phát hành vào 28 tháng 9 năm 2019 | Phát hành vào 28 tháng 9 năm 2019 | Phát hành vào 28 tháng 9 năm 2019 | Phát hành vào 28 tháng 9 năm 2019 | Phát hành vào 28 tháng 9 năm 2019 | Phát hành vào 28 tháng 9 năm 2019 |
| STT                               | Nhan đề                           | Phổ lời                           | Phổ nhạc                          | Nghệ sĩ                           | Thời lượng                        |
| --------------------------------- | --------------------------------- | --------------------------------- | --------------------------------- | --------------------------------- | --------------------------------- |
| 1.                                | "Ruin"                            | Kim Ho-kyung                      | 1601                              | Isaac Hong                        | 3:45                              |
| 2.                                | "Ruin" (Inst.)                    |                                   | 1601                              |                                   | 3:45                              |
| Tổng thời lượng:                  | Tổng thời lượng:                  | Tổng thời lượng:                  | Tổng thời lượng:                  | Tổng thời lượng:                  | 7:30                              |

## Tỷ lệ người xem
| Mùa | Mùa | Số tập | Số tập | Số tập | Số tập | Số tập | Số tập | Số tập | Số tập | Số tập | Số tập | Trung bình |
| Mùa | Mùa | 1      | 2      | 3      | 4      | 5      | 6      | 7      | 8      | 9      | 10     | Trung bình |
| --- | --- | ------ | ------ | ------ | ------ | ------ | ------ | ------ | ------ | ------ | ------ | ---------- |
|     | 1   | 1053   | 938    | 768    | 825    | 551    | 815    | 529    | 674    | 610    | 954    | 772        |

| Tập. | Ngày phát sóng           | Tiêu đề                                                | Tỷ lệ người xem trung bình | Tỷ lệ người xem trung bình |
| Tập. | Ngày phát sóng           | Tiêu đề                                                | AGB Nielsen                | AGB Nielsen                |
| Tập. | Ngày phát sóng           | Tiêu đề                                                | Toàn quốc                  | Seoul                      |
| --- | ------------------------ | ------------------------------------------------------ | -------------------------- | -------------------------- |
| 1 | 31 tháng 8 năm 2019      | Người lạ là địa ngục (타인은 지옥이다)                 | 3.763%                     | 4.645%                     |
| 2 | 1 tháng 9 năm 2019       | Bản năng tự nhiên của con người (인간 본능)            | 3.538%                     | 4.168%                     |
| 3 | 7 tháng 9 năm 2019       | Lời thì thầm bí mật (은밀한 속삭임)                    | 3.191%                     | 4.158%                     |
| 4 | 8 tháng 9 năm 2019       | Rối loạn tinh thần (정신 착란)                         | 3.082%                     | 3.501%                     |
| 5 | 21 tháng 9 năm 2019      | Sổ tay của Malte (말테의 수기)                         | 2.2%                       | 2.436%                     |
| 6 | 22 tháng 9 năm 2019      | Lạc lối (로스트)                                       | 3.400%                     | 3.790%                     |
| 7 | 28 tháng 9 năm 2019      | Tầng hầm kinh dị (지하실의 공포)                       | 1.964%                     | 2.410%                     |
| 8 | 29 tháng 9 năm 2019      | Những lời nói ấy khiến tôi nghẹt thở (옥죄는 목소리들) | 2.651%                     | 2.801%                     |
| 9 | 5 tháng 10 năm 2019      | Bất đồng nhận thức (인지 부조화)                       | 2.355%                     | 2.603%                     |
| 10 | ngày 6 tháng 10 năm 2019 | Kẻ thắp đèn ga (The Gas-lighting) (가스라이팅)         | 3.908%                     | 4.509%                     |
| Trung bình | Trung bình               | Trung bình                                             | 3.005%                     | 3.502%                     |
| - Trong bảng trên đây, số màu xanh biểu thị cho tỷ lệ người xem thấp nhất và số màu đỏ biểu thị cho tỷ lệ người xem cao nhất. - Bộ phim này được phát sóng trên hệ thống các kênh truyền hình cáp/trả phí nên số lượng người xem thấp hơn so với truyền hình miễn phí (ví dụ như KBS, SBS, MBC hay EBS). |                          |                                                        |                            |                            |